# Pokrovka (Territorio del Litorale)
Pokrovka (in russo Покровка?) è un villaggio dell'Estremo Oriente russo (Territorio del Litorale). È il centro amministrativo del distretto Oktjabr'skij.
Si trova sul fiume Razdol'naja, a 134 km dalla città di Vladivostok e a 30 km dal confine con la Cina.